# Tamaryn Payne

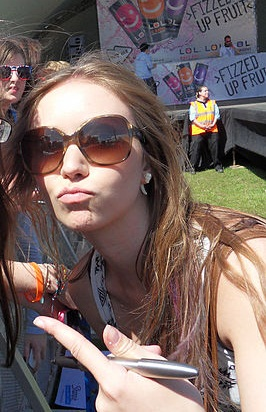
Tamaryn Payne

Tamaryn Payne (* 25. September 1988 in Slough) ist eine britische Schauspielerin, die vor allem für ihre Rolle als Annalise Appleton in der Fernsehserie Hollyoaks bekannt ist.

## Biografie
Tamaryn Payne wuchs in Bournemouth auf und besuchte das Mädchengymnasium Bournemouth School for Girls. Anschließend erlangte sie ein BTEC am Bournemouth and Poole College, bevor sie 2010 einen BA-Abschluss in Schauspiel an den Arts Educational Schools, London, erhielt.

## Filmografie
- 2007: Small Town Folk
- 2010: I Luv Matt Johnson
- 2011: Atmospheric
- 2011–2013: Hollyoaks
- 2013: Stalled
- 2013: Vendetta
- 2017: Vikings

## Videospiele
- 2017: Divinity: Original Sin II
- 2018: QUBE 2[1][2]
- 2023: Baldur’s Gate 3

## Theater
- 2010: Dick Whittington
- 2010: The Mole Who Knew it was None of his Business
- 2010: My Dearest Byron